# Bautzen
Bautzen (tiếng Đức: Bautzen [ˈbaʊ̯t͡sn̩]ⓘ hoặc Budyšin (tiếng Thượng Sorbia: Budyšin [ˈbudɨʃin]ⓘ), cho đến năm 1868 được gọi là Budissin trong tiếng Đức, là một thành phố ở phía đông Sachsen, Đức, và là trung tâm hành chính của huyện Bautzen. Nó nằm trên sông Spree, là thành phố đông dân thứ tám ở Sachsen, và là huyện lớn nhất của Sachsen. Bautzen nằm trong khu định cư người Sorb (Serbski sydlenski rum) của Lusatia, và là thành phố lớn thứ ba của Lusatia sau Cottbus và Görlitz, cũng như thành phố lớn thứ hai ở Thượng Lusatia.
Thành phố Bautzen nằm trên vùng đồi Gefilde Thượng Lusatia (Hornjołužiske hona), một phần của chân đồi cực tây bắc của Sudetes, ngay phía bắc của cao nguyên Lusatia. Bautzen là thành phố lớn đầu tiên trên sông Spree (Spree→ Havel→ Elbe→ Biển Bắc), và Hồ chứa nước Bautzen (Budyska rěčna zawěra) nằm ở phía bắc của thành phố. Năm 2021, Bautzen có dân số khoảng 38.000 người.
Mặc dù Görlitz lớn hơn nhưng Bautzen mới được coi là thủ đô lịch sử của Thượng Lusatia. Bautzen là trung tâm chính trị và văn hóa của toàn bộ cộng đồng thiểu số Slav của người Sorb (Thượng và Hạ), mặc dù người Sorb ở Hạ Lusatia và những người Sorb nói tiếng Hạ Sorb có trung tâm riêng thứ hai, đó là Cottbus. Khoảng 10 % dân số Bautzen nói tiếng Thượng Sorb. Việc sử dụng tiếng Thượng Sorb phổ biến hơn ở các vùng nông thôn xung quanh thành phố so với trong chính thành phố. Bautzen là chỗ nơi của một số cơ quan Sorb như Domowina, Nhà hát Nhân dân Đức-Sorb (Němsko-Serbske ludowe dźiwadło), và Phát sóng tiếng Sorb (Sorbischer Rundfunk, Serbski rozhłós).
Từ năm 1346 đến năm 1815, thành phố Bautzen là một thành viên của Liên đoàn Lusatia. Chợ Wenzel Bautzen (Bautzener Wenzelsmarkt, tiếng Thượng Sorb: Budyske Wjacławske wiki) là "chợ Giáng sinh lâu đời nhất ở Đức được nhắc đến trong một sử biên niên". Tiểu hành tinh 11580 Bautzen được đặt theo tên của thành phố này.